# TV 대발견
《TV 대발견》는 대한민국의 SBS에 방송됐던 교양 프로그램인데, 폭력성과 선정성 논란 외에도 “법의학이나 범죄추리라는 명분을 내세워 지나치게 잔인하고 폭력적인 장면과 비윤리적인 사건들을 계속해서 방영했다"는 지적 탓인지 2000년 9월 민주언론운동시민연합 선정 이달의 나쁜 방송에 선정되는 불명예를 안았으며 결국 10회 만에 막을 내려야 했는데 2000년 9월 16일 방영분에서 보험금을 노리고 두 아들을 살해한 여성의 범행 재연 장면 등을 지나치게 상세히 내보내 가족윤리를 해쳤다는 지적을 받아 그 해 10월 10일 방송위원회로부터 "시청자에 대한 사과" 조치를 받아야 했다.
한편, MC 이홍렬은 해당 프로그램에 앞서 같은 채널 《이홍렬쇼》에만 전념할 예정이었으나 2000년 말까지 두편의 프로그램을 진행하기로 한 SBS와의 계약에 맞춰 해당 프로그램 MC를 맡았다.

## 기획 의도
이홍렬이 진행하는 지구촌 곳곳에서 일어나는 희한한 일들을 공개하는 프로그램이다.

## 방송 일정
- 2000년 7월 29일 ~ 2000년 10월 14일 : 매주 토요일 저녁 7시 ~ 8시

## 진행자
- 이홍렬

## 역대 코너
- 발견

## 결방
- 2000년 9월 23일 - 올림픽 중계 편성
- 2000년 9월 30일 - 올림픽 중계 편성

## 같이 보기
- 지구촌

| SBS TV 토요일 저녁 7시대 프로그램 | SBS TV 토요일 저녁 7시대 프로그램 | SBS TV 토요일 저녁 7시대 프로그램 |
| 이전 작품                         | 작품명                            | 다음 작품                         |
| --------------------------------- | --------------------------------- | --------------------------------- |
| 서세원의 좋은 세상 만들기         | TV 대발견                         | 기쁜 우리 토요일                  |